# Heteropodoctis
Heteropodoctis is een geslacht van hooiwagens uit de familie Podoctidae.
De wetenschappelijke naam Heteropodoctis is voor het eerst geldig gepubliceerd door Roewer in 1912. 

## Soorten
Heteropodoctis is monotypisch en omvat slechts de volgende soort:
- Heteropodoctis quinquespinosus